# 西村優子
西村 優子（にしむら ゆうこ、1981年4月6日 - ）は日本のグラビアアイドル、女優。山口県宇部市出身。

## 出演

### 映画
- キューティーハニー（2004年）ハニー他の吹き替えスタント

### テレビドラマ
- 渋谷系女子プロレス（2001年、テレビ朝日）
- ジライヤ忍法帖（2001年～、関西テレビ）嵐役
- 時空警察ヴェッカーD-02（2002年、テレビ朝日）時空刑事サキ・日向サキ役
- 剣龍記（2004年、関西テレビ）樹役
- 新・警視庁捜査一課9係 第7話「アロマ殺人事件」（2009年8月19日、テレビ朝日）

### オリジナルビデオ
- 日テレジェニック2002 卒業制作ドラマ 真夜中の少女MAYA（2003年、バップ）
- 時空警察ヴェッカーD-02メモリーズ（2004年、ケンメディア）時空刑事サキ役

## 音楽

### シングル
- Dream rush（2001年）
『渋谷系女子プロレス』出演者12人によるダンスボーカルグループ「Girls Fantasy」名義でリリース。
- フリフリ! ～魔法のケチャップダンス～（2003年）
大貫あんり、小林由果との3人ユニット「ソルトマティーナ」名義でリリース。スペイン人3姉妹ユニット「ラス・ケチャップ」の「アセレヘ～魔法のケチャップ・ソング～」の日本語カバー。

## 書籍

### 関連書籍
- 時空警察ヴェッカーD-02公式捜査ファイル（2002年、朝日ソノラマ）
- 時空警察ヴェッカーD-02写真集 ～クロノ・メモリー～（2002年、ぶんか社）